# 신일여객 (경기)
신일여객은 경기도 파주시에 있는 시내버스 운행업체이다. 계열사는 신일운수, 뉴신일관광이 있다.

## 연혁
- 1970년 5월 1일: 회사 설립
- 1977년 2월 23일: 경기도 여주군 여주읍 홍문리에 지점 설치.
- 1992년 7월 15일: 경기도 김포군 검단면 마전리에 지점 설치.
- 1992년 11월 20일: 공동대표사원 김만석, 김문종 취임.
- 1993년: 신일여객에서 뉴신일관광 계열분리
- 1997년: 마을버스 회사인 신일운수를 설립하여, 017번 운행을 개시하였다.
- 2002년 9월: 적성면 ~ 서울서부시외버스터미널 운행하는 대성여객 (현 신성교통) 30번 22대 시외버스 및 30-1번 8대 인수
- 2002년: 16번 도시형버스 분리노선으로 도내리 ~ 봉일천 운행하는 16-1번 도시형버스 신설운행함
- 2003년 3월: 적성면 ~ 서울서부시외버스터미널 운행하는 30번 시외완행버스가 도시형버스로 형간전환.
- 2004년: 도내리 ~ 봉일천 운행하는 16-1번 도시형버스가 금촌의료원까지 단축운행.
- 2004년 11월 5일: 13번, 15번 도시형버스는 금촌 주공단지 경유 운행.
- 2005년: 두포리 ~ 문산읍 ~ 도내리 ~ 금촌의료원 운행하는 16번 도시형버스가 폐선.
- 2006년 3월: 법원읍 ~ 서울서부시외버스터미널 운행하는 300번 도시형버스 신설.
- 2006년 5월 1일: 2005년 폐선한 16번 도시형버스 분리노선으로 문산읍 ~ 두포리 운행하는 11-1번 도시형버스 신설 및 도내리 ~ 금촌의료원 운행하는 16-1번 도시형버스가 100-16번 마을버스로 형간전환, 신일운수로 양도 및 문산까지 연장으로, 문산읍 ~ 도내리 ~ 금촌의료원 변경.)
- 2006년 8월 21일: 13번, 15번 도시형버스는 금촌 주공단지 일부 변경.
- 2007년 8월: 법원읍 ~ 파주읍 (주내) ~ 금촌 주공단지 운행하는 301번 도시형버스 신설 및 30-1번 금촌주공단지 운행.
- 2008년 3월 3일: 법원읍 ~ 서울서부시외버스터미널 운행하는 300번 도시형버스가 303번으로 번호 변경 동시에 금촌동 구간 경유 운행.
- 2008년 8월 25일: 문산읍 ~ 선유리 운행하는 111번 도시형버스 신설 운행.
- 2008년 12월: 문산읍 ~ 선유리 운행하는 111번 도시형버스가 직천리까지 연장 운행.
- 2010년 7월 1일: 문산읍 ~ 직천리 운행하는 111번 도시형버스가 22번으로, 법원읍 ~ 파주읍(주내) ~ 금촌 주공단지 운행하는 301번 도시형버스가 16번으로 번호 변경 운행.
- 2010년 7월 5일: 법원읍 ~ 금촌동 ~ 서울서부시외버스터미널 운행하는 303번 도시형버스가 17번으로 번호 변경 운행.
- 2011년 3월 9일: 문산여자고등학교 ~ 새아아파트 운행하고 있는 12-1번 통학운행 버스가 23번으로 번호 변경 운행.
- 2011년 5월 2일: 13번 [법원읍~광탄~오산리~금촌] 노선을 노선연장 및 노선번호 변경(10번 법원읍~광탄~오산리~금촌~운정신도시~덕이지구~대화역), 16번 도시형버스는 폐선.
- 2012년 3~5월: 광탄 ~ 문산 운행하는 14번 도시형버스가 광탄에서 세경고등학교로 단축 및 노선 변경한다.(통일공원 미경유 및 문산역 종점 변경)
- 2012년 11월 7일: 월롱역 ~ 금촌동 ~ 운정신도시 ~ 대화역 운행하는 16번 도시형버스 신설 운행
- 2012년 11월 25일: 비암리~금촌주공단지 운행하는 15번 도시형버스가 금촌 구간 일부 변경운행 (금촌주공단지 일부분 구간 반대로 운행. 장안미래아파트, 신성차고지, 앞골입구 미경유 및 금촌역 경유)
- 2013년 1월: 법원읍~금촌~불광동 운행하는 17번 도시형버스가 기점이 법원읍에서 월롱역으로 단축운행 (월롱역~금촌~불광동)
- 2013년 3월 1일: 적성~금촌주공단지를 운행하는 30-1번 도시형버스가 중복노선, 수요부족으로 폐선되었다.
- 2013년 12월 31일: 공동대표사원 김만석 사망에 따라 김운종 대표사원 단독운영체제.
- 2014년 1월 20일: 월롱역 ~ 대화역을 오가는 10-1번 도시형버스 신설
- 2014년 3월 8일: 같은 파주시 관내 시내버스 회사로 신성여객이 경영난으로 신성여객 소속의 50번, 52번 등을 본회사가 임시운행하기 시작했다.
- 2014년 5월 1일: 신성여객 31번을 인수 (11대)
- 2014년 7월 6일: 31번 기존 불광동 ~ 법원읍까지 노선을 불광동 ~ 광탄까지 단축운행 (1일 기존 40회에서 48회로 증회운행)
- 2014년 10월 18일: 신성여객 92번을 공배운행 개시하면서 16번 폐선
- 2015년 2월: 월롱역 ~ 불광동까지 운행하는 17번 도시형버스가 월롱역 ~ 서영대학교 파주캠퍼스까지 연장운행.
- 2015년 8월 1일: 신성여객 92번을 공동배차를 단독운행으로 변경(14대 인수)
- 2015년 11월 1일: 신성여객 및 신성교통 9710번을 인수 (15대)
- 2015년 12월 12일: 9710번 광역버스 노선이 봉일천시내를 경유하는걸로 변경
- 2016년 1월 1일: 신성여객 37번.93번.95번을 인수 (5대)
- 2017년 4월 4일: 교하동 ~ 강선마을(주엽역)을 오가는 10-1번 도시형버스 신설
- 2018년 1월 1일: 도시형버스 22번을 11번에 통합
- 2017년 10월 16일: 문산시외버스터미널 공사실시 및 문산시외버스터미널 있던 차량들은 진흥공업사 기점으로 변경
- 2020년 5월 1일: 직행좌석버스 9709번을 서울운수와 공동 배차 참여
- 2020년 8월 1일: 직행좌석버스 9709번 인수, 직행좌석버스 9709A번 신설
- 2021년 7월 1일: 직행좌석버스 9709번, 9710번이 경기도 공공버스로 편입

## 현황
2021년 1월 기준이다.
| 운행업체 | 보유 노선수 | 보유 노선수 | 보유 노선수 | 보유 노선수 | 보유 노선수 | 등록 대수 | 등록 대수 | 등록 대수 | 등록 대수 | 등록 대수 |
| -------- | ----------- | ----------- | ----------- | ----------- | ----------- | --------- | --------- | --------- | --------- | --------- |
| 운행업체 | 노선 합계   | 광역급행    | 직행좌석    | 일반좌석    | 시내일반    | 대수 합계 | 광역급행  | 직행좌석  | 일반좌석  | 시내일반  |
| 신일여객 | 44          | -           | 3           | -           | 39          | 107       | -         | 23        | -         | 84        |

## 운행 노선

### 도시형버스
- ● 10번: 갈곡리 - 법원읍 - 광탄 - 오산리기도원 - 금촌역 - 금화초등학교 3단지 - 우체국 - 해솔마을 11단지 - 지산중학교 - 경기인력개발원 - 덕이동하이파크시티 - 대화역 - 현대백화점 (13번,16번 통합)
(전기저상버스 운행, 경기도 시내버스 공공관리제 대상 노선)
- ● 11번: 갈곡리 - 법원읍 - 선유리 - 십자약국 - 문산역 - 문산타워, 구문산터미널
- ● 11-1번: 문산차고지 - 문산타워, 구문산터미널 - 두산위브A - 선유리 - 방미 - 용산골 - 두포리
- ● 12번: 갈곡리 - 법원읍 - 연풍리 - 세경고등학교 - 주내 - 문산수억고등학교 - 통일공원 - 문산타워, 구문산터미널
- ● 17번: 서영대학교 (파주캠퍼스) - LG디스플레이단지 - 월롱역 - 금촌역 - 파주시청 - 금촌택지지구 - 봉일천 - 내유동 - 벽제 - 삼송역 - 구파발역 - 연신내역 - 불광역 - 양광교회 (구 300번 → 303번 단축)
- ● 19번: 갈곡리 - 오현리 - 법원읍 - 대능삼거리 - 삼방리 - 어둔리
- ● 19-1번: 갈곡리 - 천현초교 - 법원읍 - 대능삼거리 - 삼방리 - 어둔리
- ● 22-1번: 문산역 - 선유리 - 웅담삼거리- 삼박골
- ● 30번: 적성터미널 - 법원읍[2] - 파주읍 (주내) - 파주역 - 월롱역 - 봉일천 - 내유동 - 벽제 - 삼송역 - 구파발역 - 연신내역 - 불광역 - 양광교회
(전기저상버스 운행, 경기도 시내버스 공공관리제 대상 노선)
- ● 31번: 신산3리 - 광탄삼거리 - 오산리 - 봉일천 - 내유동 - 관산동 - 삼송역 - 구파발역 - 연신내역 - - 불광역 - 양광교회
(전기저상버스 운행, 경기도 시내버스 공공관리제 대상 노선)
- ● 37번: 신산3리 - 광탄삼거리 - 광탄시장 - 마장교삼거리 - 화인하우스 - 기산리(신성여객으로부터 받은 노선이다.)
- ● 92번: 적성터미널 - 마지리(자장리 경유(안내팻말 부착시 경유) - 식현리 - 금파리 - 장파리 - 선유리 - 문산타워, 구문산터미널 - 문산역 - 월롱역 - 파주여고 - 금촌역 - 파주시청 - 금촌택지지구 - 운정신도시 - 미래로 - 대화역 - 백병원 - 원마운트 - 강선마을(주엽역) (신성여객으로부터 받은 노선이다.)
- ● 95번: 문산차고지 - 문산타워, 구문산터미널 - 선유리 - 두포리 - 샘내 - 식현리 - 적성터미널 - 어유중학교 - 전곡시외버스터미널 (신성여객으로부터 받은 노선이다.)

### 맞춤형버스
| 노선 번호             | 운행구간   | 운행구간 | 운행구간     | 경유지 | 운행 대수 | 운행 횟수                           | 배차 간격 | 비고             |
| --------------------- | ---------- | -------- | ------------ | --- | --------- | ----------------------------------- | --------- | ---------------- |
| 15 (따복)             | 비암2리    | ↔        | 광탄삼거리   | 발랑리, 방축리, 신산리                                                                                                  | 3         | 30~45분                             | 22회      | 평일 생활형 노선 |
| 93 (따복)             | 진흥공업사 | →        | 진흥공업사   | 운천리, JSA, 대성동, 통일촌, 멸공관, 운천리                                                                             | 2대       | 05:50                               | -         | 93               |
| 93 (따복)             | 진흥공업사 | →        | 진흥공업사   | 운천리, 훈련장, 전초, 해마루촌, JSA, 통일촌, 멸공관, 운천리                                                             | 2대       | 06:50 09:00 15:00 19:00 20:30       | -         | 93-2             |
| 93 (따복)             | 진흥공업사 | →        | 진흥공업사   | 운천리, 훈련장, 전초, JSA, 남북출입국, 통일촌, 멸공관, 운천리                                                           | 2대       | 07:30                               | -         | 93-1             |
| 93 (따복)             | 진흥공업사 | →        | 진흥공업사   | 운천리, JSA, 남북출입국, 통일촌, 멸공관, 운천리                                                                         | 2대       | 08:30 13:30 16:00                   | -         | 93-5             |
| 93 (따복)             | 진흥공업사 | →        | 진흥공업사   | 운천리, JSA, 통일촌, 멸공관, 운천리                                                                                     | 2대       | 10:30 19:30 22:00                   | -         | 93-3             |
| 93 (따복)             | 진흥공업사 | →        | 진흥공업사   | 운천리, 통일촌, 멸공관, JSA, 대성동, 운천리                                                                             | 2대       | 12:00                               | -         | 93-4             |
| 93 (따복)             | 진흥공업사 | →        | 진흥공업사   | 운천리, JSA, 전초, 훈련장, 통일촌, 멸공관                                                                               | 2대       | 16:30                               | -         | 93-6             |
| 93 (따복)             | 진흥공업사 | →        | 진흥공업사   | 운천리, 훈련장, 전초, 해마루촌, JSA, 남북출입국, 운천리                                                                 | 2대       | 17:10                               | -         | 93-10            |
| 93 (따복)             | 진흥공업사 | →        | 진흥공업사   | 운천리, 통일촌, 멸공관, JSA, 대성동, 전초, 훈련장                                                                       | 2대       | 17:40                               | -         | 93-7             |
| 93 (따복)             | 진흥공업사 | ↔        | 서영대학교   | LG이노텍, LG화학 | 2대       | 10:00 10:40 11:20 14:00 14:40 15:20 | -         | 93-8 평일        |
| 93 (따복)             | 진흥공업사 | ↔        | 평화누리공원 | 임진각 | 2대       | 10:00 10:40 11:20 14:00 14:40 15:20 | -         | 93-9 주말·공휴일 |
| 313(일반) 313-1(따복) | 신산3리    | ↔        | 원흥역       | 탄삼거리, 광탄시장, 마장리, 영장삼거리,기산리 - 마장호수 흔들다리, 기산리, 보광사, 벽제묘지, 서울시립승화원 , 호반9단지 |           |                                     | 5회       |                  |

### 직행좌석버스
- ● 9709번: 맥금동 - 금촌역 - 파주시청 - 봉일천 - 내유동 - 관산동 - 삼송역 - 연신내역 - 녹번역 - 무악재역 - 광화문역 - 숭례문 (2020년 5월 1일 서울특별시 시내버스 회사 서울운수와 공동배차 시작, 2020년 8월 1일 단독 운행으로 변경)
- ● 9710번: 문산읍행정복지센터 - 문산타워, 구문산터미널 - 월롱역 - PX마을 - 봉일천 - 내유동 - 관산동 - 지축차량기지입구, 삼송역 - 구파발역 - 연신내역 - 서울서부시외버스터미널 - 불광역 - 녹번역 - 광화문역 - 시청역 - 숭례문 - 경찰청 (구 922번, 9710번 서울광역버스, 이 노선은 신성여객으로부터 양도받은 노선이다., 봉일천 시내 경유)
- ● 9710-1번: 문산읍행정복지센터 - 문산타워, 구문산터미널 - 월롱역 - PX마을 - 봉일천 - 내유동 - 관산동 - 지축차량기지입구, 삼송역 - 구파발역 - 연신내역 - 서울서부시외버스터미널 - 불광역 - 녹번역 - 광화문역 - 시청역 - 숭례문.한국일보 - 경찰청 (2층버스 운행, 평일에만 운행, 봉일천시내 경유)

## 폐선된 노선 (이전 노선)
- ● 10-1번: 월롱역 - 위전리 - 금촌역 - 금릉역 - 운정신도시 - 지산중학교 - 경기인력개발원 - 덕이동하이파크시티 - 대화역 - 강선마을 (2014년 ~ 2015년 11월 1일)
- ● 10-1번: 신성여객교하차고지- 운정신도시 - 덕이동하이파크시티 - 대화역 - 백병원 - 원마운트 - 강선마을(주엽역)
- ● 11-1-1번: 문산차고지 - 문산타워, 구문산터미널 - 두산위브A - 선유리 - 방미 - 용산골 - 두포리 - 파평면 행정복지센터
- ● 11-2번: 갈곡리 - 문산역 - 광일중학교.파주여자고등학교 - 금촌역 - 금촌사거리 (2024년 9월 1일 폐선)
- ● 11-3번: 갈곡리 - 자운서원 - 두산위브A - 선유리 - 문산역 (2019년 9월 폐선)
- ● 13번 (법원읍 ~ 광탄 ~ 금촌의료원) 도시형버스 (1990년대 ~ 2011년 5월 1일)
- ● 16번 (두포리 ~ 문산 ~ 금촌의료원) 도시형버스 (1990년대 ~ 2005년, 폐선 이후 2006년 문산 ~ 두포리 운행하는 11-1번, 2002년 도내리 ~ 봉일천 운행하는 16-1번 노선 분리 신설운행.)
- ● 16번 (법원읍 ~ 파주읍 (주내) ~ 금촌의료원 / (구) 301번 도시형버스 (2007.8.29 ~ 2010.6.30, 도시형버스 (2010.7.1 ~ 2011.5.1)
- ● 16번: 월롱역 - 금촌역 - 파주시청 - 금촌택지지구 - 운정신도시 - 탄현역 - 덕이동로데오거리 - 대화역 - 현대백화점 (2012.11.7 ~ 2014.10.17) [이후 92번으로 통합하면서 공배운행.)
- ● 16-1번 (도내리 ~ 금촌의료원) 도시형버스 (2002년 ~ 2006년 4월 30일, 이후 100-16번 마을버스로 형간전환, '신일운수'로 양도 및 문산읍까지 연장으로, 문산읍 ~ 도내리 ~ 금촌의료원 변경됨.)
- ● 22번 문산타워, 구문산터미널 - 두산위브@ - 선유3리 - 문산동초등학교 - 선유중학교 - 선유리시장(구 111번)
- ● 23번: 세성아파트 - 문산북중학교.문산고등학교 - 문산홈플러스 - 문산역 - 문산타워, 구문산터미널 - 자이안트부대 - 문산수억고등학교 (구. 12-1번)
- ● 30-1번: (적성 ~ 금촌주공단지) 도시형버스 (2002년 9월 ~ 2013년 2월 28일)
- ● 50번: (신성여객의 운행 중단 노선 대체 운행) 교하동 - 오도동 - 파주파비뇽아울렛 - 파주축협 - 서패리 - 삽다리 - 덕이동 - 이마트 탄현점 - 일산시장 - 일산복음병원 (구. 5번)
- ● 52번: (신성여객의 운행 중단 노선 대체 운행) 교하동 - 오도동 - 교하지구 - 운정신도시 - 상지석동 - 성석동 - 일산 사리현동 - 벽제교 - 관산동 - 삼송역 - 구파발역
- ● 131번 (금촌동 ~ 광탄) 도시형버스 (2003년 ~ 2004년)
- ● 133번 (검산동 ~ 보광사) 도시형버스 (2003년 ~ 2004년)
- ● 922번: 문산읍행정복지센터 - 문산타워, 구문산터미널 - 문산역 - 월롱역 - 금촌역 - 운정신도시 - 고양종합운동장 - 대화역 - 원마운트 - 주엽역 (92번의 단축 노선, 2021.3.21 ~ 2022.6.30)
- ● 9709A번: 맥금동 - 금촌역 - 파주시청 - 봉일천 - 내유동 - 관산동 - 삼송역 - 연신내역 - 녹번역 - 무악재역 - 광화문역 - 숭례문 (2020년 ~ 2022년)
- ● 7701번: 금촌고속버스정류장 - 문산역 - 적성전통시장 - 감악산 (출렁다리입구) (2층버스 운행, 주말에만 운행) (2025년 1월 1일 폐선)

## 보유 차량

#### 자일대우버스
- 자일대우 레스타
- 자일대우 NEW BS106

#### 우진산전
- 우진산전 아폴로 900

#### KGM커머셜
- KGM C090

#### 현대자동차
- 현대 쏠라티
- 현대 카운티
- 현대 그린시티
- 현대 뉴 슈퍼 에어로시티
- 현대 일렉시티
- 현대 유니시티
- 현대 뉴 프리미엄 유니버스 프라임

#### 황해버스/범한자동차
- 황해자동차 E-SKY
- 범한자동차 E-STAR

#### 하이거 버스
- 하이거 하이퍼스

#### 볼보버스
- 볼보 B8RLE

## 사업장 현황
- 본점: 경기도 파주시 법원읍 대능리 88-188-1

## 참고 사항
- 15번과 067번은 약 1시간 정도의 간격으로 번갈아 운행한다.
- 11-2번 (도내리), 11-3번 (동문리)의 경우 차는 11번 그대로 운행하나 앞에 있는 행선판에 유의해야 한다. (11-2번은 평일 아침 1회 운행. 운행 경로는 021번 노선과 같다.)
- 11-2번 (도내리)의 루트는 법원읍 - 문산읍 - 백석리 - 월롱면 - 금촌동 - 문산읍 - 파주읍(주내) - 연풍리 - 법원읍이다.
- 12-1번은 문산수억고등학교에서 세아아파트 구간을 운행하고 있다. (주말 운행 함, 아침 2회 운행 및 22시 시 경 막차 운행)
- 93번 계통(통일촌, JSA, 해마루촌 방면)은 민통선(통일대교)을 통과하므로 임진강 이북지역을 갈 경우 출입허가를 받은 사람만이 승차할 수 있다.

## 갤러리

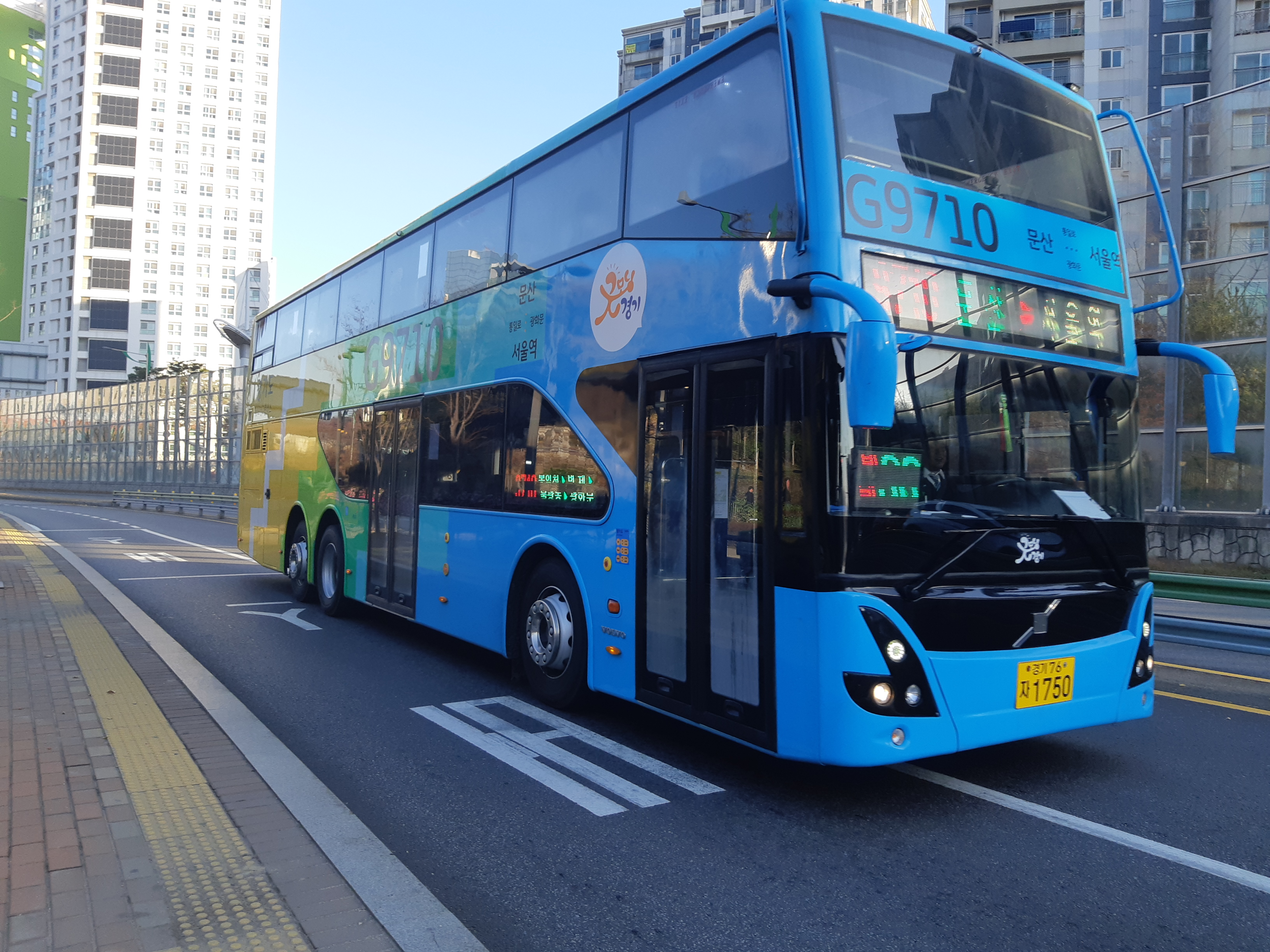
파주시내버스 9710-1번
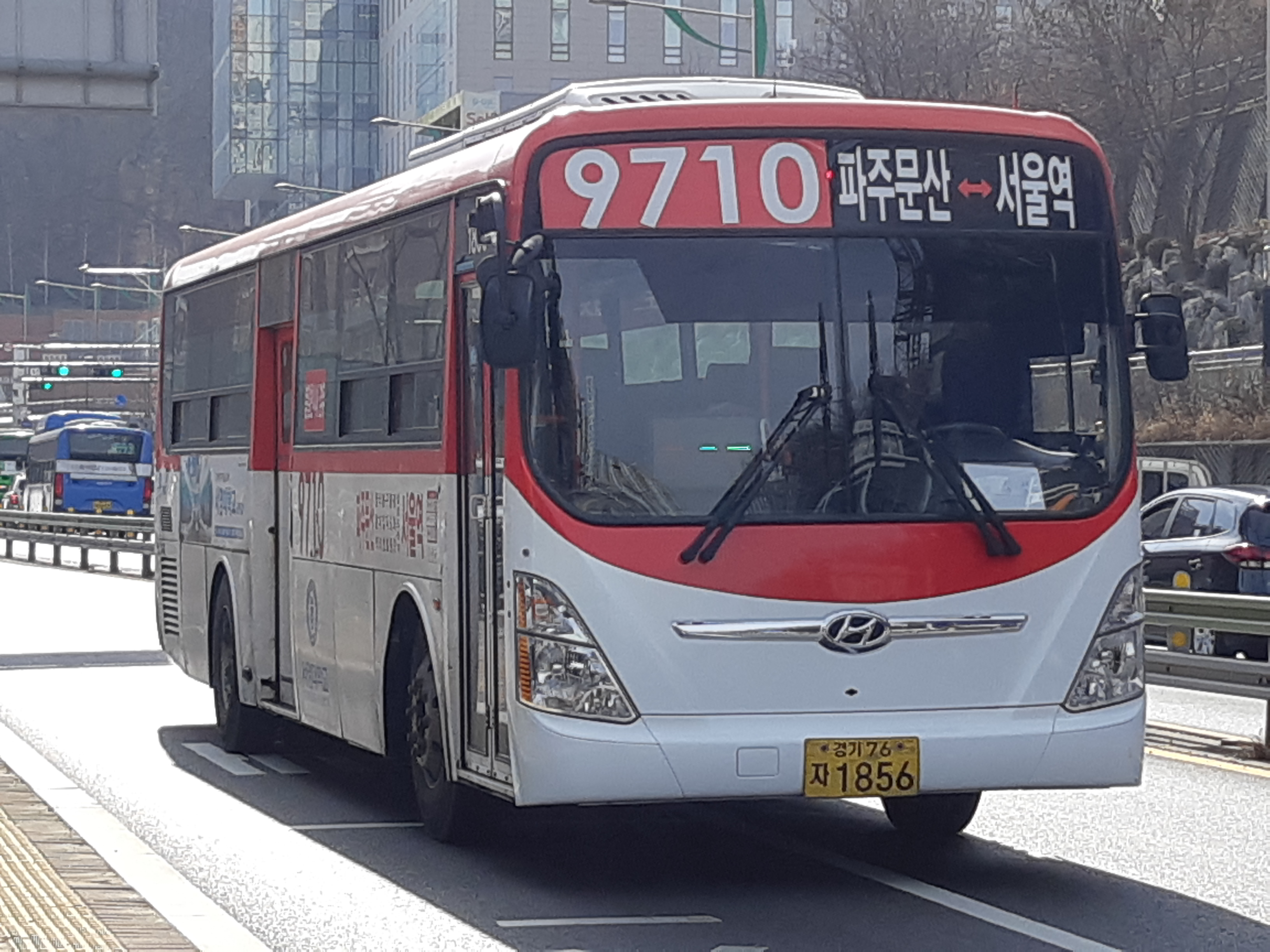
파주시내버스 9710번
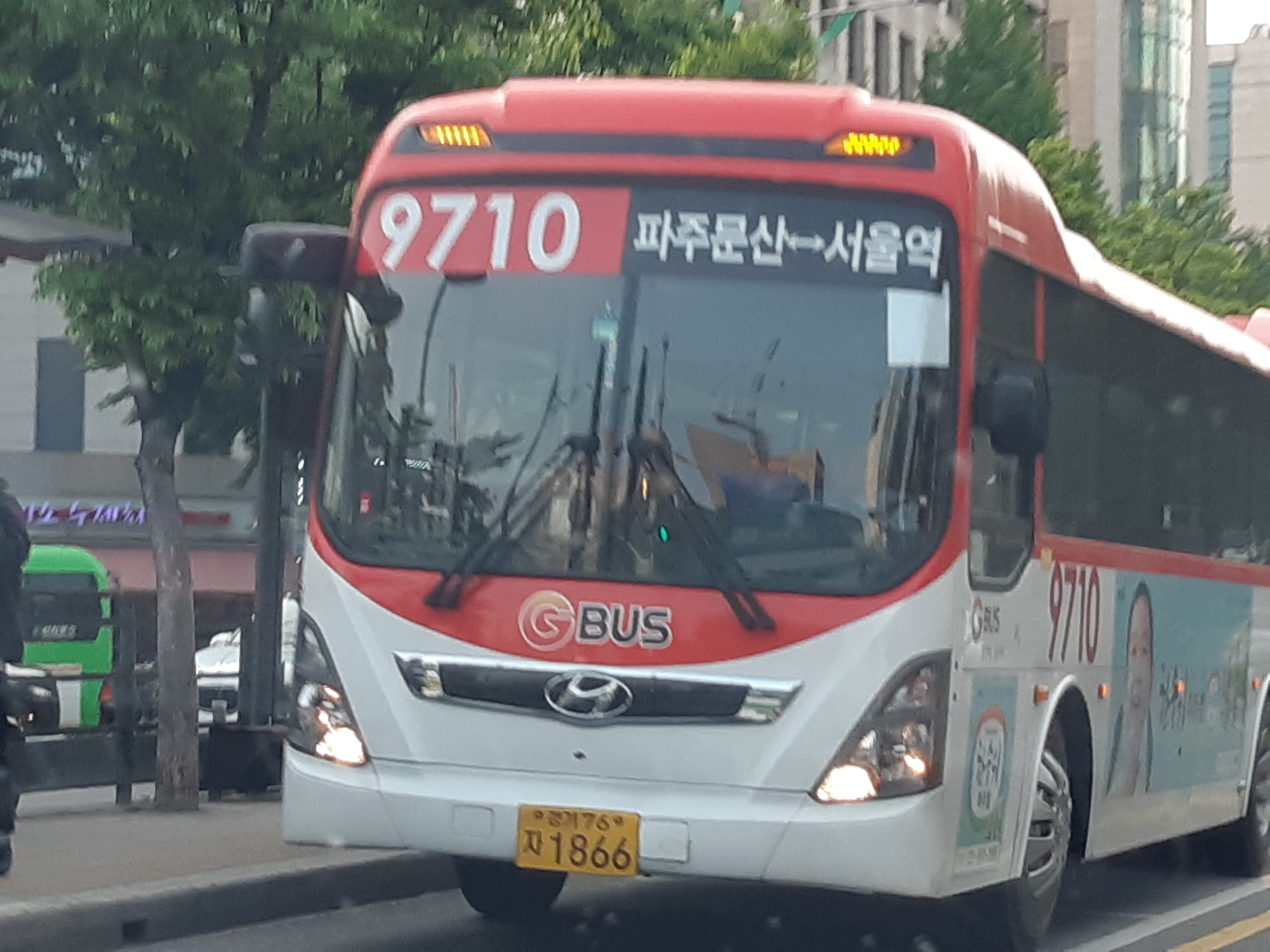
파주시내버스 9710번
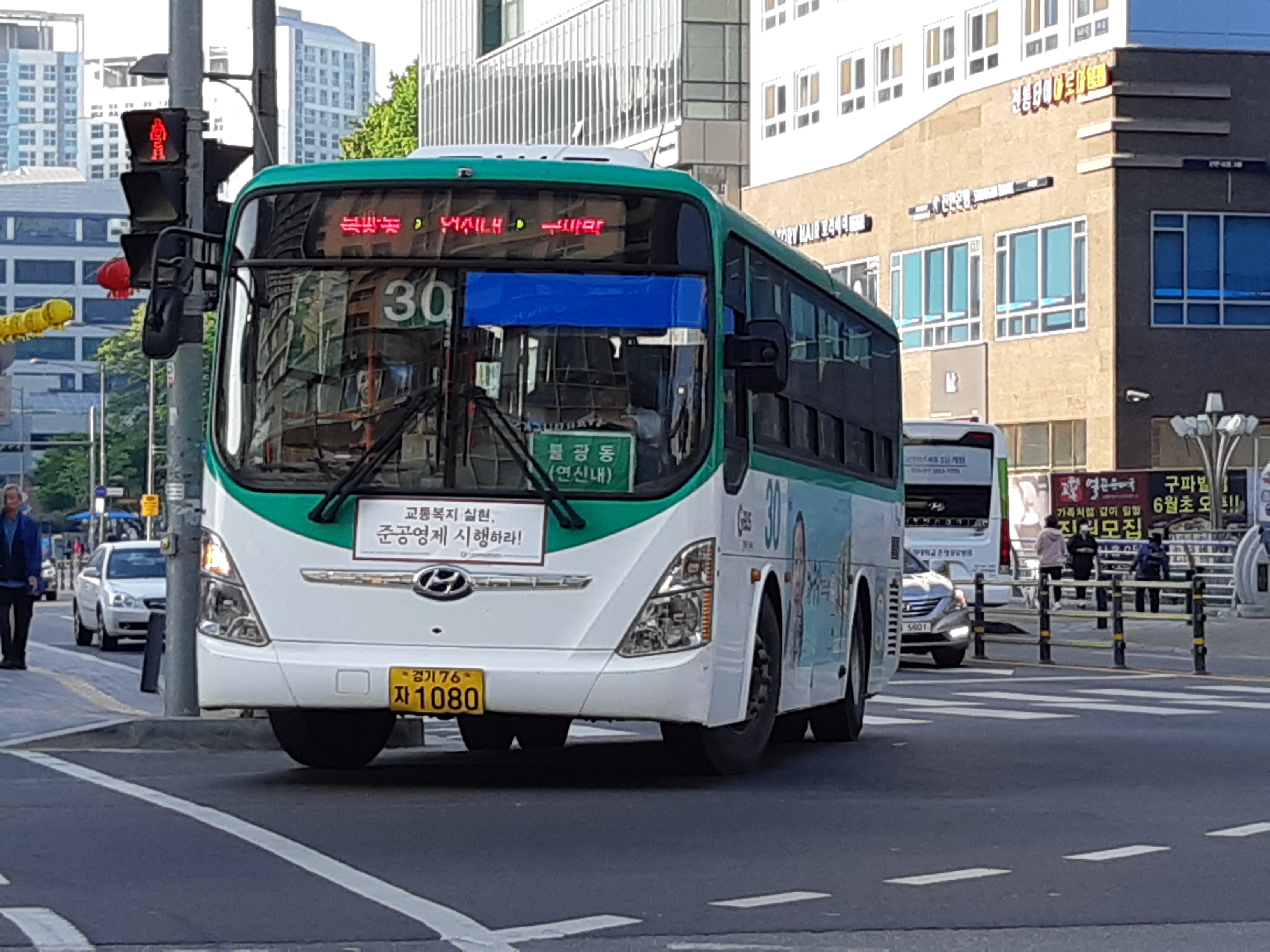
파주시내버스 30번
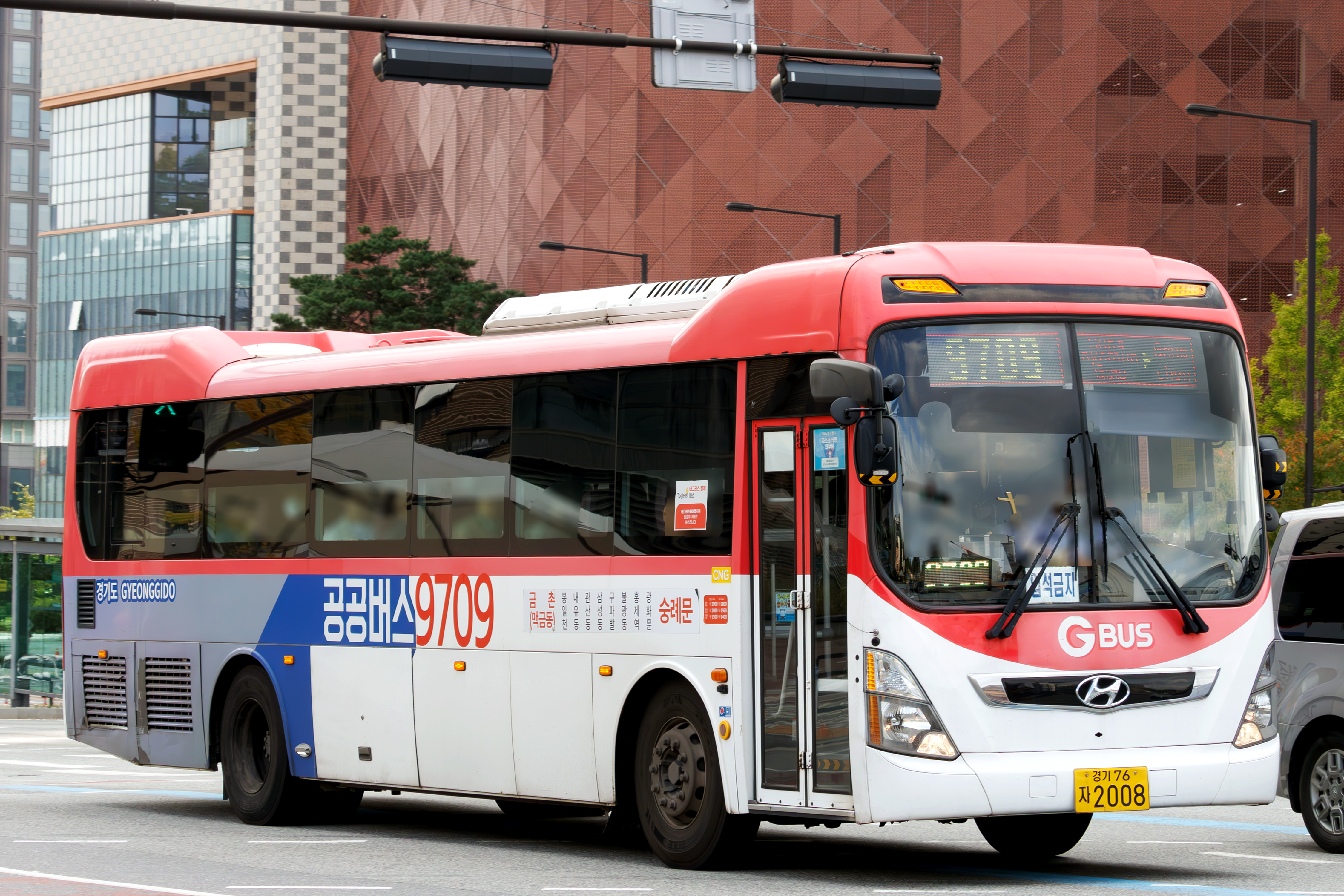
파주시내버스 9709번
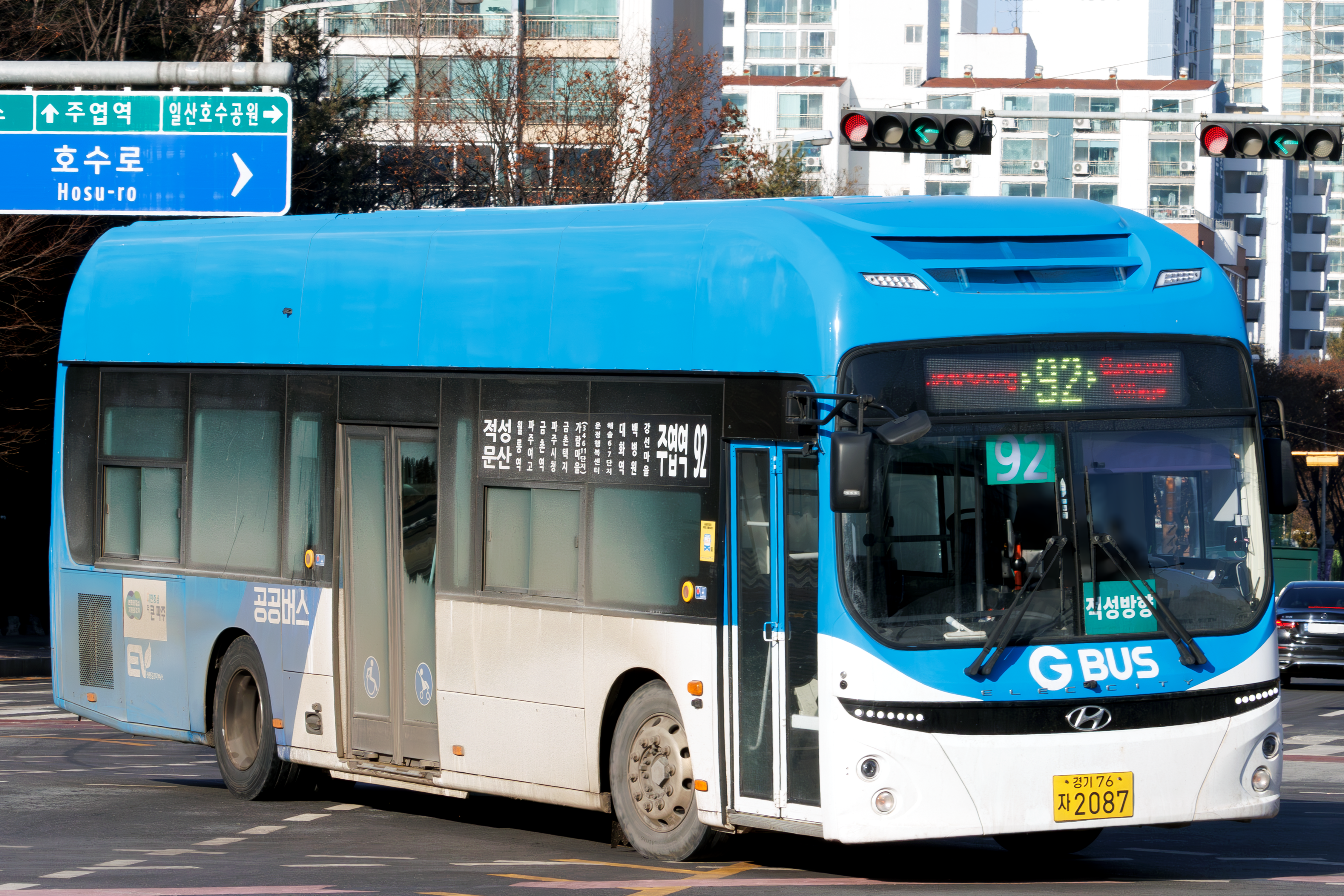
파주시내버스 92번